# موريس دوفرجيه
موريس دوفيرجيه (ولد بـ أنغوليم في 5 يونيو 1917 وتوفي 17 ديسمبر 2014) فرنسي هو محام، عالم السياسة وأستاذ القانون الفرنسي، متخصص في القانون الدستوري.
بدأ حياته المهنية كقاضي في جامعة بوردو انخرط دوفيرجر بشكل متزايد في العلوم السياسية وفي عام 1948 أسس واحدة من أولى كليات العلوم السياسية في بوردو، فرنسا. أستاذ فخري في  السوربون وعضو في معهد الدراسات السياسية بباريس وقد نشر العديد من الكتب والمقالات في الصحف مثل كورييري ديلا سيرا ولا ريبوبليكا والبابيس وخاصة لو موند.
درس دوفيرجر تطور الأنظمة السياسية والمؤسسات التي تعمل في بلدان مختلفة وأظهر تفضيلًا الأساليب التجريبية للتحقيق بدلاً من التفكير الفلسفي.
ابتكر نظرية أصبحت تُعرف باسم قانون دوفيرجر والتي تحدد العلاقة بين نظام الانتخاب الأول بعد الانتخابات وتشكيل نظام الحزبين. أثناء تحليله للنظام السياسي في فرنسا، صاغ مصطلح نظام شبه رئاسي.
كان شيوعياً مخلصاً ومعجباً بالاتحاد السوفياتي كتب بعد فبراير 1956 خطاب الزعيم السوفيتي نيكيتا خروتشوف أن ستالين لم يكن أفضل ولا أسوأ من غالبية الطغاة الذين سبقوه، مضيفًا أن الحزب الشيوعي الروسي كان كائنًا حيًا تتجدد خلاياه باستمرار وأن الخوف من عمليات التطهير كان له تأثير في إبقاء المسلحين على حافة الهاوية، وإحياء حماسهم باستمرار. من عام 1989 حتى 1994 كان عضوًا في الحزب الشيوعي الإيطالي، لاحقًا الحزب الديمقراطي لليسار في البرلمان الأوروبي.
في عام 1981 انتخب عضوا في الأكاديمية الصربية للعلوم والفنون. توفي عن عمر يناهز 97 عامًا في 16 ديسمبر 2014.

## حياته
عضو في دوريو فاشي الحزب الشعبي الفرنسي من سن 20، أكمل موريس دوفيرجر دراسته من بوردو قسم القانون في عام 1942، قبل أن يحاضر في القانون في بواتييه في عام 1942، وبوردو في عام 1943 (حيث أسس عام 1948 معهد الدراسات السياسية كأول مدير له). كما قام بالتدريس في معهد فيشي فرنسا لدراسات الشركات والمؤسسات الاجتماعية.
في أول إصدار له بعنوان «دساتير فرنسا» (1944)، أوضح أن الدستور الفرنسي لعام 1940 أنشأ «حكومة الأمر الواقع». ومع ذلك، قرب نهاية الحرب، اقترب دوفيرجر من المقاومة، وفي «ليبراسيون» حلل شرعية الحكومة الفرنسية الجديدة وكرس نفسه للنظرية الاجتماعية-العلمية.
بعد الحرب، درس في كلية الحقوق والعلوم الاقتصادية في باريس، 1955 إلى 1985، وساهم في لا ريبوبليكا والبابيس. من عام 1989 إلى عام 1994، كان عضوًا في البرلمان الأوروبي كعضو في البرلمان الأوروبي عن الحزب الشيوعي الإيطالي.
في عام 1946 قام بتوسيع أطروحاته مع اهتمام خاص بالعلاقة بين الأنظمة الانتخابية والأنظمة الحزبية. ويأتي هذا الاهتمام في صميم إصداراته الأهم: «الأحزاب السياسية» (1951). العمل هو أحد كلاسيكيات البحث الحزبي، مترجم إلى عدة لغات. أدت هذه الأطروحة إلى قانون دوفيرجر، وبعد ذلك صاغ مصطلح «شبه رئاسي» و« شبه برلماني».

## أعماله
- الأحزاب السياسية (1951)
- مشاركة المرأة في الحياة السياسية (1955)
- المالية العامة (1956)
- مناهج العلوم السياسية (1959)
- من الديكتاتورية (1961)
- طرق العلوم الاجتماعية (1961)
- مدخل إلى السياسة (1964)
- علم الاجتماع السياسي (1966)
- ديمقراطية بلا شعوب (1967)
- المؤسسات السياسية والقانون الدستوري (1970)
- يانوس: وجهان من الغرب (1972)
- علم اجتماع السياسة (1973)
- الجانب الآخر من الأشياء (1977)
- رفيق الملك (1978)
- أشجار البرتقال في بحيرة بالاتون (1980)